# Jelenia Góra Orle
Jelenia Góra Orle – przystanek kolejowy w Jeleniej Górze, w województwie dolnośląskim, w Polsce.
Przystanek został oddany do użytku w 1987 roku. 

## Ruch pasażerski
| Rok  | Wymiana pasażerska na dobę |
| ---- | -------------------------- |
| 2017 | 20-49                      |
| 2022 | 20-49                      |